# 마지초등학교 (광주)
마지초등학교는 대한민국 광주광역시 광산구 운남동에 있는 공립 초등학교이다.

## 학교 연혁
- 2000. 12. 19 마지초등학교 설립 인가
- 2001. 03. 01 마지초등학교 25학급 개교
- 2001. 03. 26 마지초등학교 병설유치원 개원
- 2001. 04. 04 개교기념일 지정
- 2011. 11. 02 학부모 학교참여 연구학교 보고회
- 2014. 03. 01 ~ 2016. 02. 29. 통일교육 연구학교(2년)
- 2015. 02. 16 제14회 122명(2,524명) 졸업
- 2015. 03. 01 김영옥 교장선생님 부임
- 2015. 03. 01 29학급(특수학급 1학급 포함)

## 참고 자료
- 마지초등학교 - 한국교육학술정보원 학교알리미